# 협진여객
협진여객운수(協進旅客運輸)는 경기도 평택시의 시내버스 회사이고, 본사는 경기도 평택시 용이동 36-15번지에 위치해 있다. 계열사로는 평택시내버스 업체인 서울고속이 있다. 대전광역시 유성구에 위치한 협진운수와는 아무 관련이 없다.

## 역사
1957년 5월 24일에 창업하였고, 1976년 3월 31일 시내버스 면허를 취득하였다.

## 현황
2021년 1월 기준이다.
| 운행업체 | 보유 노선수 | 보유 노선수 | 보유 노선수 | 보유 노선수 | 보유 노선수 | 등록 대수 | 등록 대수 | 등록 대수 | 등록 대수 | 등록 대수 |
| -------- | ----------- | ----------- | ----------- | ----------- | ----------- | --------- | --------- | --------- | --------- | --------- |
| 운행업체 | 노선 합계   | 광역급행    | 직행좌석    | 일반좌석    | 시내일반    | 대수 합계 | 광역급행  | 직행좌석  | 일반좌석  | 시내일반  |
| 협진여객 | 26          | -           | -           | -           | 26          | 118       | -         | -         | -         | 118       |

## 운행 노선

### 도시형버스
- ● 순환121번: 용이동 - 안정리
- ● 1150번: 평택지제역 - 봉산로터리
- ● 1154번: 중복리 - 평택역 (AK백화점) (2023년 7월 3일 노선 신설)
- ● 1220번: 용이동 - K6정문<이 노선은 평택운수과 공동 배차
- ● 1311번: 용이동 - 신장동
- ● 1353번: 용이동 - 칠괴동 (2023년 7월 3일 노선 신설)
- ● 1409번: 평택역 (AK백화점) - 서정리역
- ● 1502번: 용이동 - 오산대학교
- ● 1522번: 용이동 - 오산역

## 미운행 노선
- ● 10번: 용이동 - 평택역 - 범양아파트 (일 2회, 2011년 9월 폐선)
- ● 13번: 공도(불당리, 웅교리) - 통복시장
- ● 14번: 중복리 - 통복시장
- ● 20-1번: 평택지제역 - 안정5리 <이 노선은 서울고속과 공동 배차 운행했다.>
- ● 32-1번: 용이동 - 평택역 - 서정리 - 송탄역 - 마산리 (일 1회)
- ● 100-2번: 한국폴리텍대학교 - 평택장례문화원 <이 노선은 서울고속, 평택여객과 공동 배차 운행했다. 현재는 서울고속 단독 배차로 변경>
- ● 999번: 용이동 - 평택역 <이 노선은 서울고속, 평택여객과 공동 배차 운행했다. 현재는 평택여객 단독 배차로 변경> (2016년 7월 1일 신설)

## 보유 차량

#### 자일대우버스
- 자일대우 NEW BS090
- 자일대우 NEW BS106
- 자일대우 NEW BS110

#### 현대자동차
- 현대 뉴 슈퍼 에어로시티
- 현대 일렉시티